# Rode lampenpoetser
De rode lampenpoetser (Callistemon citrinus) is een plant uit de mirtefamilie (Myrtaceae).
Het is een struik of tot 12 m hoge boom met deels opgerichte takken en deels overhangende takken. De bladeren zijn afwisselend geplaatst, smal, tot 10 cm lang en stijf. Als de bladeren tegen het licht worden gehouden zijn doorschijnende puntjes zichtbaar. Als de bladeren gekneusd worden, geven ze een citroenachtige geur af, vandaar de soortaanduiding citrinus.  
De bloemen groeien in rijkbloemige, dichte, tot 12 cm lange, cilindrische, borstelvormige, eindstandige bloeiwijzen. De solitaire bloemen zijn klein en hebben vijf onopvallende kelk- en kroonbladeren. Ze hebben talrijke rode meeldraden met gele helmknoppen en een stijl met een ringvormige, geelgroene honingklier.
De vruchten zijn urnvormig, tot 1 cm groot, verhout en bekroond met de kelk.
De rode lampenpoetser komt van nature voor in Australië, waar de soort groeit in droge struwelen. De plant is aangepast aan periodiek afbranden. De vluchtige olie uit de bladeren komt bijna explosief tot ontbranding en neemt zuurstof voor de vlammen weg om de plant te beschermen tegen het vuur. De vruchten gaan vaak pas na brand open, als de omstandigheden voor ontkieming van de zaden ideaal zijn. Er is dan weinig concurrentie voor de jonge plantjes en het duurt weer een tijd voor het vuur terugkeert. 
De rode lampenpoetser wordt als sierstruik veel in tuinen aangeplant, van de tropen tot in de gematigde streken met zachte winters. 